# Pedro Veniss
Pedro Veniss (São Paulo, 6 de janeiro de 1983) é um cavaleiro brasileiro.
Começou no hipismo aos cinco anos, incentivado pela família, envolvida diretamente com o esporte: seu avô trabalhava com cavalos e o tio foi atleta.
Participou dos Jogos Pan-Americanos de 2007 no Rio de Janeiro, onde conquistou a medalha de ouro por equipe, e terminou em 5º lugar no individual. Foi um dos representantes do Brasil nos Jogos Pan-americanos de 2011 em Guadalajara, no México. Ganhou o ouro por equipes no Pan de 2019 em Lima, Peru, e o bronze nos Jogos Pan-americanos de 2023 em Santiago do Chile.
Foi aos Jogos Olímpicos de Verão de 2008 em Pequim, mas não competiu porque seu cavalo se lesionou já na competição. Não participou dos Jogos Olímpicos de Verão de 2012 em Londres, porque o dono do cavalo não autorizou a participação do animal na competição. Participou dos Jogos Olímpicos do Rio em 2016.Foi aos Jogos Olímpicos de Verão de 2020 em Tóquio em substituição à Luiz Francisco de Azevedo que teve o cavalo Comic lesionado. Nos Jogos Olímpicos de 2024 em Paris, foi desclassificado da prova por equipes quando descobriram que uma de suas esporas feriu seu cavalo Nimrode Muze.
Atualmente, mora em Barcelona.